# Kalugumalai
Kalugumalai is een panchayatdorp in het district Thoothukudi van de Indiase staat Tamil Nadu. 

## Demografie
Volgens de Indiase volkstelling van 2001 wonen er 14.834 mensen in Kalugumalai, waarvan 49% mannelijk en 51% vrouwelijk is. De plaats heeft een alfabetiseringsgraad van 70%. 